# Paweł Raczkowski

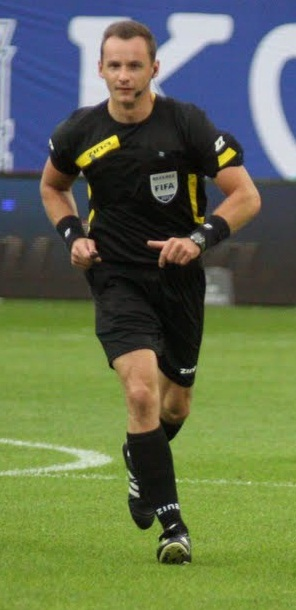
Paweł Raczkowski (2013)

Paweł Krzysztof Raczkowski (* 10. Mai 1983) ist ein polnischer Fußballschiedsrichter.
Seit 2013 steht er auf der Liste der FIFA-Schiedsrichter und leitet internationale Fußballspiele.
In der Saison 2014/15 leitete Raczkowski erstmals ein Spiel in der Europa League, in der Saison 2018/19 erstmals ein Spiel in der Champions League. Zudem pfiff er bereits Partien in der Nations League, in der EM-Qualifikation für die Europameisterschaft 2021, in der europäischen WM-Qualifikation für die WM 2018 in Russland und die WM 2022 in Katar sowie Freundschaftsspiele.
Bei der Europameisterschaft 2016 in Frankreich war Raczkowski Torrichter im Team von Szymon Marciniak.
Zudem wurde er bei der U-21-Europameisterschaft 2015 in Tschechien als Torrichter im Team von Marciniak sowie bei der U-20-Weltmeisterschaft 2019 in Polen als Videoschiedsrichter eingesetzt.